# 하이 라인

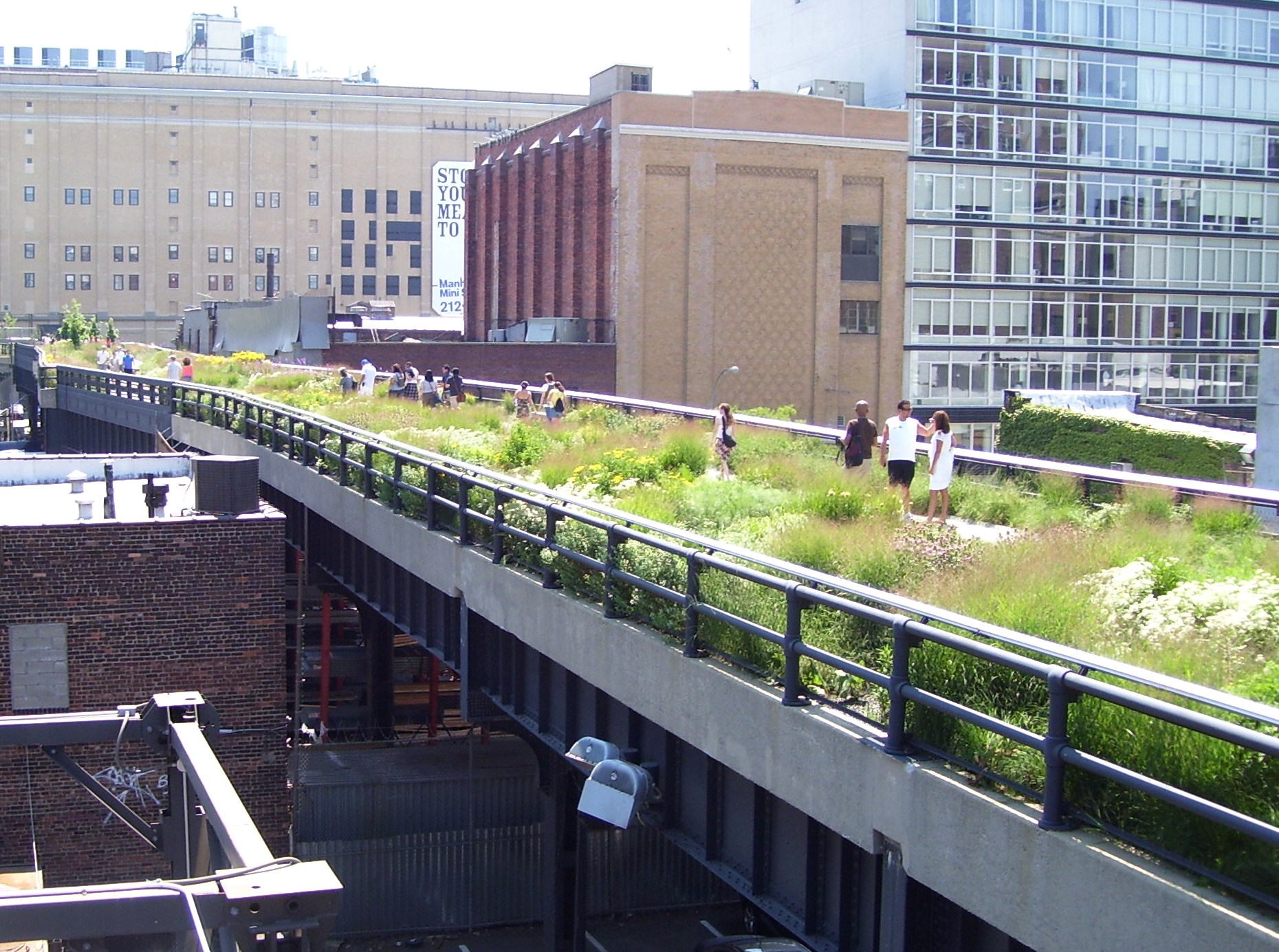
하이 라인

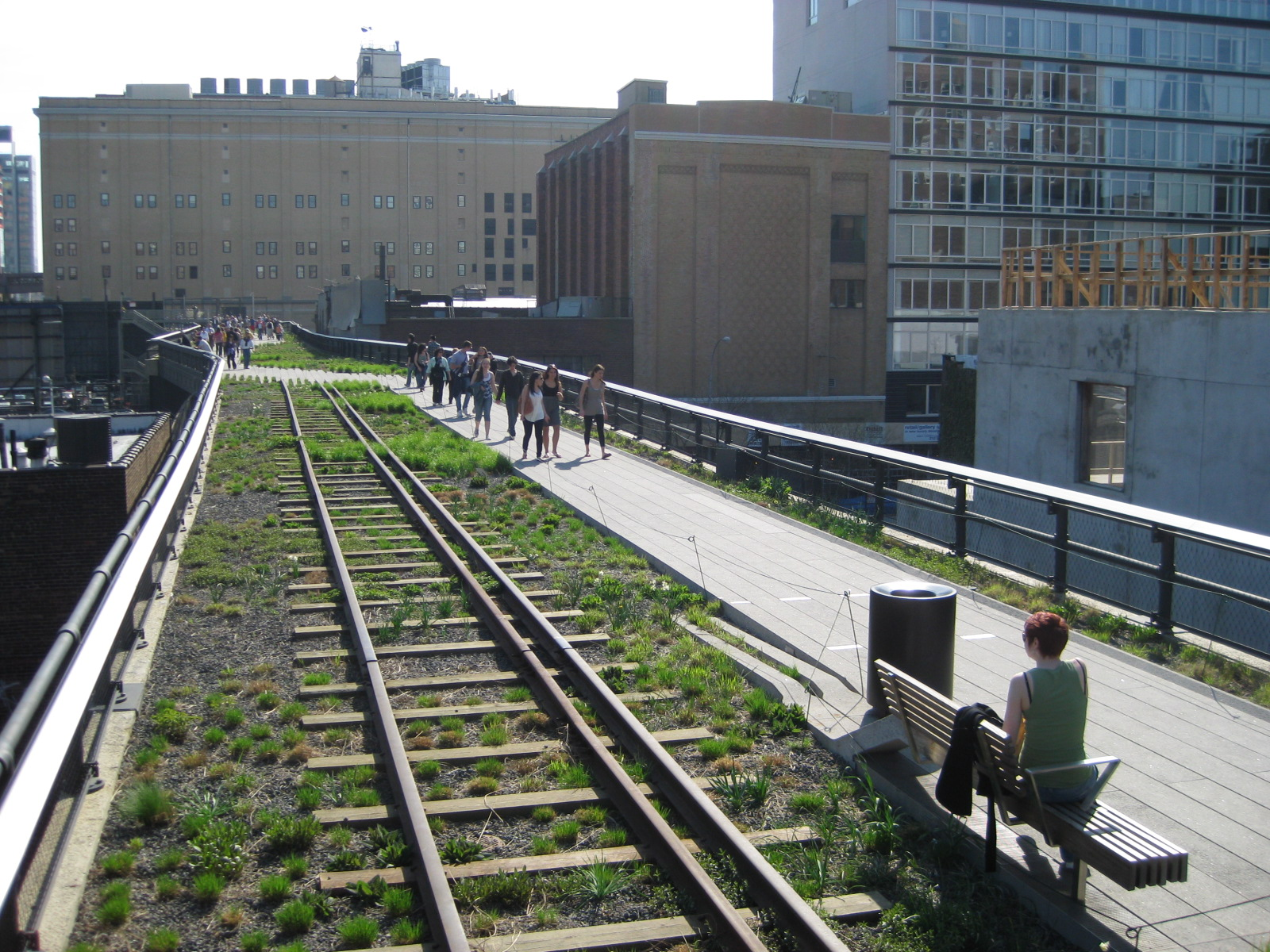
20번가의 재건축 된 트랙

하이 라인(High Line)은 뉴욕 시에 있는 길이 1마일(1.6 km)의 선형공원이다. 1993년 개장한 파리의 프롬나드 플랑테에서 영감을 얻어, 웨스트 사이드 노선으로 맨해튼의 로어 웨스트 사이드에서 운행되었던 1.45마일(2.33km)의 고가 화물 노선을 꽃과 나무를 심고 벤치를 설치해서 공원으로 재이용한 장소이다. 공원은 12번가에서 남쪽으로 한 블록 떨어진 곳에서, 미트패킹 디스트릭트(en:Meatpacking District)에서 30번가까지 뻗어나가, 첼시 지구를 지나고, 재비츠 컨벤션 센터 근처의 웨스트 사이드 야드(en:West Side Yard)까지 달한다. 하이라인 공원이 생기면서 근처 부동산개발이 활발해졌다.

## 만든 배경
첼시(Chelsea) 지구에 위치한 하이 라인은 멀리서 보면 도시 공원처럼 보이지 않지만, 더 가까워지면 비로소 아름다운 자연의 풍경을 볼 수 있다. 1934년 개장된 이 철도 선로는 거의 사용되지 않이 버려진 채로 남아 있었는데, 1984년에 철도 지지자(rail enthusiast)라고 불리는 Peter Obletz가 이 버려진 철도 선로를 10달러를 지불해 회사로부터의 소유권을 넘겨받았으며, 사진 작가인 Joel Sternfeld는 아름다운 도시 공원인 하이 라인의 이미지를 떠올렸다. 1990년에는 주민들이 불편함을 느끼자 버려진 철도 선로였던 곳이 꽃과 나무를 심고 벤치가 설치되고 미술 갤러리와 식당, 값진 아파트가 세워진 고급진 곳으로 바뀌어서 고급화(gentrified)했다.
Joshua David와 Robert Hammond는 이 아름다운 하이 라인이 그저 파괴되지 않도록 지키기 위해서 이 두 사람이 프렌즈 오브 하이 라인(Friends of High Line)이라는 이름의 단체를 1999년에 만들었다. 2003년에는 여러 나라에서 제출된 720개의 출품작 중 하나를 선정했는데, 그것은 이 작품은 파리의 프롬나드 플랑테에서 영감을 얻은 제임스 코너(James Corner)가 만든 작품이다.

## 결과 및 영향
뉴욕시의 승인으로 인해 이 건물은 $150,000,000 만큼의 가치를 지니고, 그 중에서 펀딩을 제외한 나머지 $20 Million과 이 건물을 운영하기 위한 운영비는 이 단체가 마련한다.
2009년에 공식적으로 오픈한 하이 라인은 버려진 철로 위에 꽃과 나무가 심겨진 것을 생각해낸 기발한 아이디어를 만들어낸 것과, 7.5 미터의 높이에서 자연을 높은 곳에서 볼 수 있는 것이 인상적이기 때문에 뉴욕 시에서 가장 획기적이고 매혹적인 장소 중 하나로 불릴 만큼 뉴욕시 주민들과 여행객들의 관심을 끌었으며, 전 세계적으로 주목받고 있는 명소 못지않계 많은 여행객들이 자주 방문하는 장소 중의 하나이다.
2017년, 서울에 위치한 서울로 7017은 하이 라인을 벤치마킹하여 만들어졌다.

## 미디어
- KBS 1TV : 《걸어서 세계속으로》

## 참고 자료
단행본

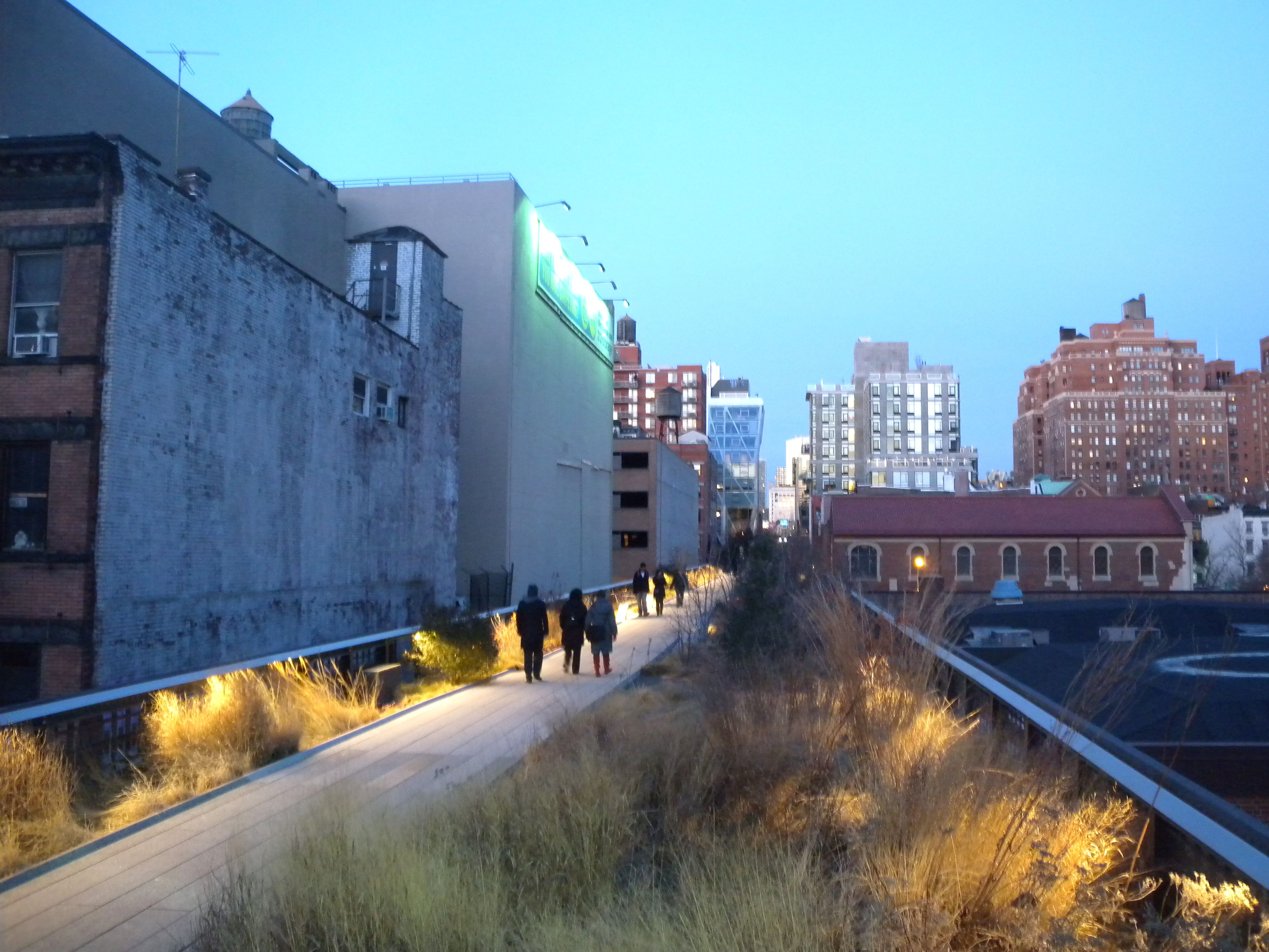
해질녘의 20번가
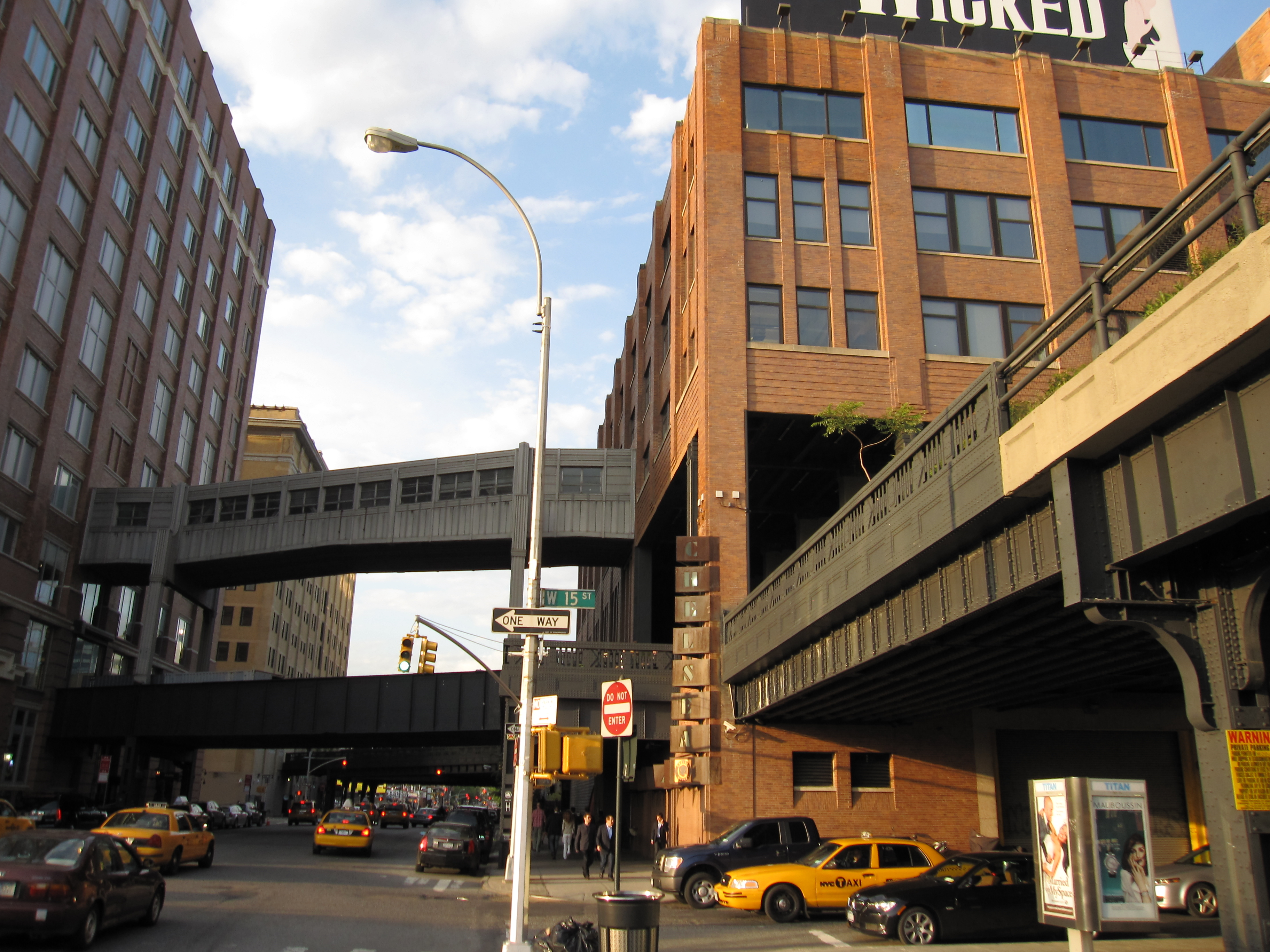
14번가와 15번가 사이로 첼시 마켓의 2층을 지나가는 하이 라인. 옆 노선과 보도교도 보인다.
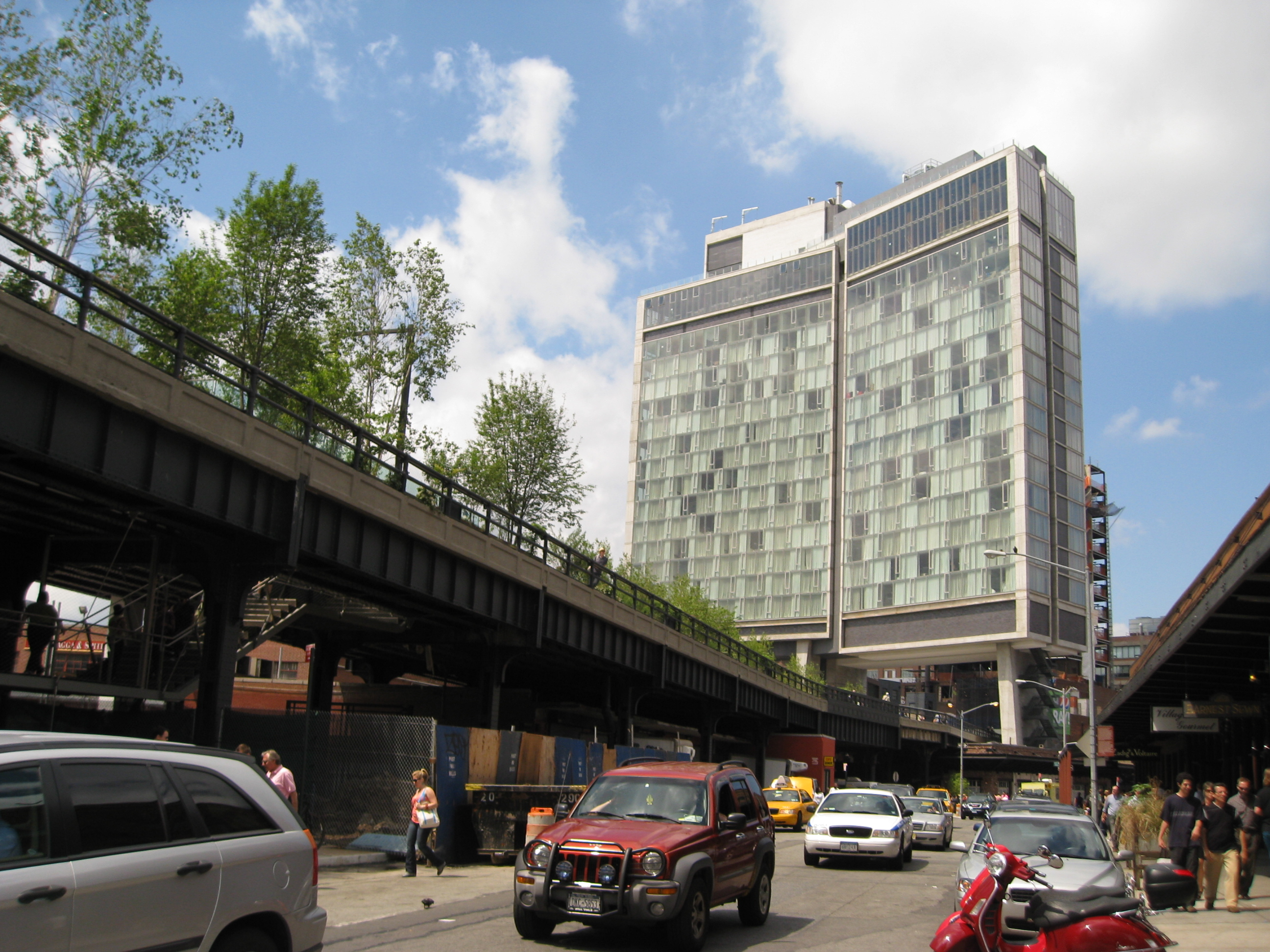
스탠더드 호텔 밑을 지나는 하이 라인
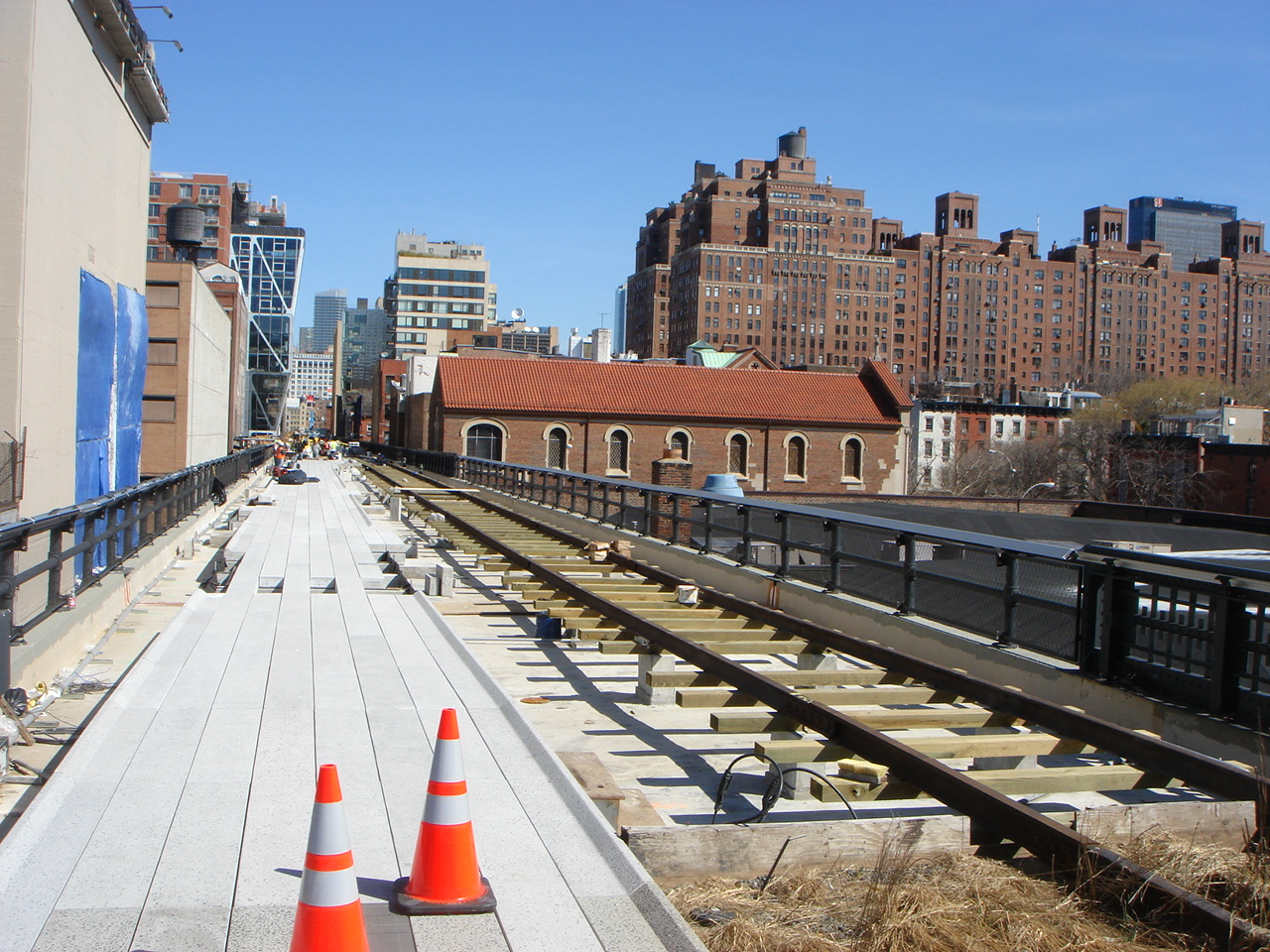
David, Joshua & Hammond, Robert (2011년 10월 11일). 《High Line: The Inside Story of New York City's Park in the Sky》. Farrar, Straus and Giroux, LLC. ISBN 978-0374532994.
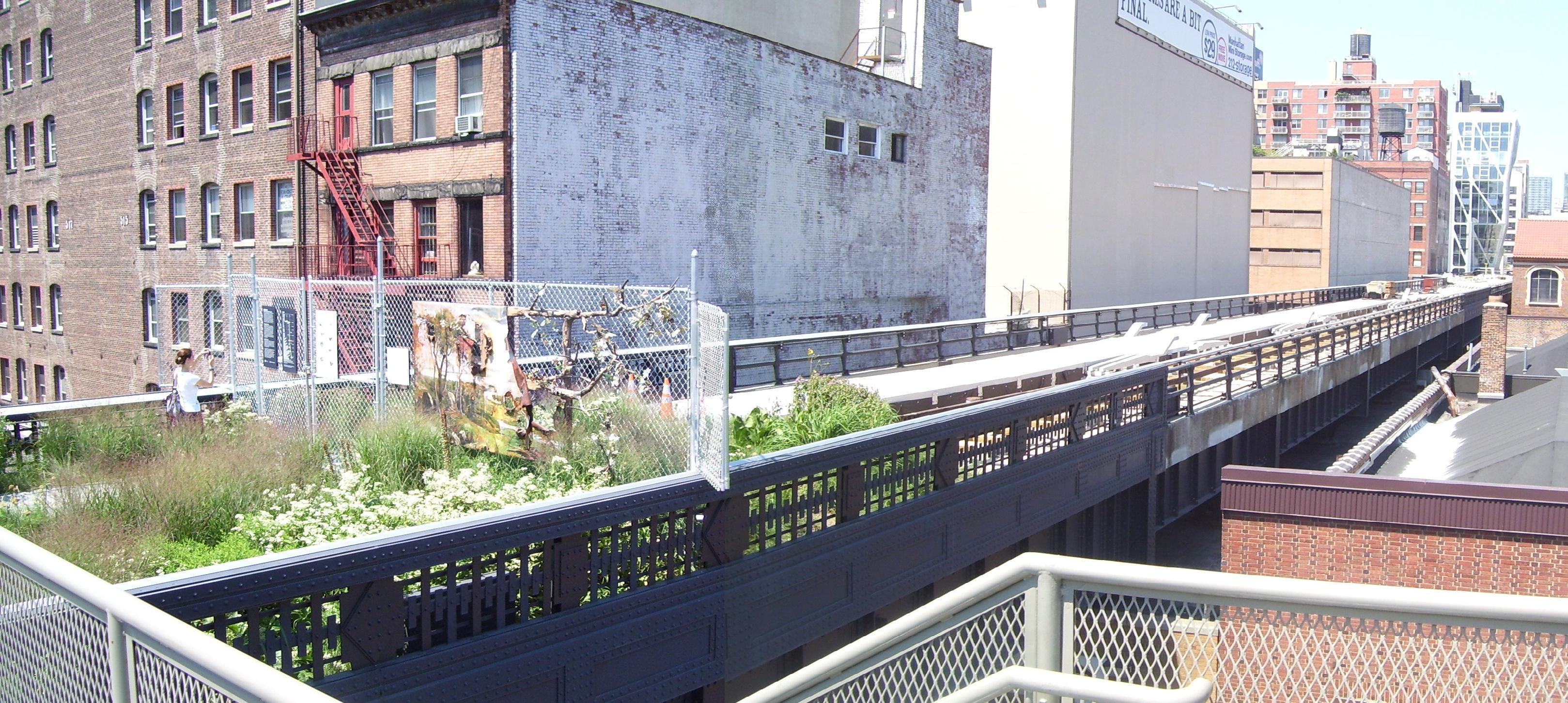
2010년 여름, 20번가에서 제2구간을 업타운 방향으로 본 풍경. 이 구간은 2011년 개설되었다.
  - 조슈아 데이비드, 로버트 해먼드 (2014년 3월 17일). 《하이라인 스토리: 뉴욕 도심의 버려진 고가 철도를 하늘공원으로 만든 두 남자 이야기》. 정지호 옮김. 푸른숲. ISBN 9791156755036.

## 같이 보기
- 맨해튼
- 뉴욕 시
- 서울로 7017
- 도쿄 고속도로